# Tozé (calciatore 1965)
António José Alves Ribeiro, meglio noto come Tozé (Amarante, 4 settembre 1965), è un ex calciatore portoghese, di ruolo ala.

## Palmarès

### Club

#### Competizioni nazionali
- Campionato portoghese: 2

Porto: 1991-1992, 1992-1993
- Supercoppa di Portogallo: 1

Porto: 1991